# El Cedro (Los Santos)
El Cedro es un corregimiento ubicado en el distrito de Macaracas en la provincia panameña de Los Santos. En el año 2010 tenía una población de 450 habitantes y una densidad poblacional de 16 personas por km².

## Toponimia y gentilicio
Toma su nombre del árbol homónimo.

## Geografía física
De acuerdo con los datos del INEC el corregimiento posee un área de 28,1 km², tiene como relieve el cerro la cruz con una altura de 243 mtsnm.

## Demografía
De acuerdo con el censo del año 2010, el corregimiento tenía una población de unos 450 habitantes. La densidad poblacional era de 16 habitantes por km². 